# Веруј у љубав
Веруј у љубав је филмска комедија коју је режирао Едвард Нортон. Филм је режисерски деби Едварда Нортона, а посвећен је Нортоновој мајци Робин Нортон. Главне улоге играју: Бен Стилер, Едвард Нортон и Џена Елфман.

## Улоге
| Глумац        | Улога                                                |
| ------------- | ---------------------------------------------------- |
| Бен Стилер    | рабин Џејк Шрам                                      |
| Едвард Нортон | отац Брајан Фин                                      |
| Џена Елфман   | Ана Рили                                             |
| Ен Банкрофт   | Рут Шрам                                             |
| Илај Волак    | рабин Бен Луис                                       |
| Милош Форман  | отац Хавел                                           |
| Холанд Тејлор | Бони Роуз                                            |
| Лиса Еделстин | Али Декер                                            |
| Рена Софер    | Рејчел Роуз                                          |
| Боди Елфман   | Хауард Казанова (бизнисмен у канцеларији преко пута) |
| Брајан Џорџ   | Поли Чопра (власник ирског бара)                     |